# إيه تي أي ريدون
إي تي أي ريدون (بالإنجليزية: ATI Radeon)‏ وهي سلسة وحدات معالجة الرسومات مصنعة من قبل شركة إيه تي أي و بعدها من قبل شركة إيه أم دي. وبدأت هذه السلسلة عام 2000 والهية الخليفة لسلسلة رايج. وهناك أربعة عهود موزعة على حسب أجيل دايركت إكس التي تدعمه. ويتشعب التصنيف أكثر على حسب أجيال الهايبر زد (HyperZ) وعدد أنابيب التجزئة وحجم الذاكرة و معدل ساعة وحد المعالجة.

## وصلات خارجية
- الموقع الرسمي